# 메리 애스터
메리 애스터(Mary Astor, 1906년 5월 3일 ~ 1987년 12월 25일)는 미국의 배우이다. 존 휴스턴 감독의 1941년 영화 《말타의 매》의 브리짓 오쇼내시 역으로 가장 잘 알려져 있다. 1941년 영화 《대단한 거짓말》을 통해 아카데미 여우조연상을 수상했다.
1920년대 초 십대 시절부터 무성 영화들에 출연해 배우 활동을 시작했다. 하지만 유성 영화 시대 도래 이후 목소리가 남성적이다는 이유로 활동에 어려움을 겪어 1년 간 영화 출연을 하지 못 했다. 이후 친구였던 배우 플로렌스 앨드리지와 연극 한 작품을 하고난 후 영화 제의가 들어오기 시작하면서 다시 영화 활동을 시작할 수 있었다.
1936년, 극작가 조지 S. 코프먼과의 스캔들로 커리어가 끝장날 위기에까지 놓였었다. 전 남편과 딸의 양육권을 두고 다투던 중 불륜녀로 낙인 찍혔기 때문이였다. 하지만 이러한 난관을 겪고도 활동을 이어가다 결국 1941년, 《대단한 거짓말》을 통해 아카데미 여우조연상 수상이라는 쾌거를 이루어 냈다. 이후 영화, 텔레비전, 연극 등 다양한 무대에서 활동을 이어가다 1964년 연예계 은퇴를 하였다. 은퇴 이후 자신의 배우 인생을 담은 자서전 A Life on Film 을 집필해 책은 베스트셀러에 오르기도 했다.

## 출연 작품
- 레드 더스트 (1932)
- 공작 부인 (1936)
- 젠다성의 포로 (1937)
- 허리케인 (1937)
- 대단한 거짓말 (1941) - 샌드라 코박 역
- 말타의 매 (1941) - 브리짓 오쇼내시 역
- 팜 비치 스토리 (1942)
- 세인트루이스에서 만나요 (1944) - 애나 스미스 부인 역
- 피에스타 (1947)
- 액트 오브 바이올런스 (1949)
- 작은 아씨들 (1949) - 마치 부인 역
- 죽음 전의 키스 (1956)
- 허쉬...허쉬, 스윗 샬롯 (1964)